# Wen Junhui
Wen Junhui, (en chino tradicional, 文俊輝; en chino simplificado, 文俊辉; pinyin, Wén Jùnhuī, Ciudad de Shenzhen, Provincia de Guangdong, 10 de junio de 1996), también conocido como Jun (hangul: 준) o Moon Junhui (nombre coreano; hangul: 문준휘), es un cantautor, actor, bailarín, modelo y presentador chino, integrante del grupo surcoreano de chicos Seventeen, formado por la agencia Pledis Entertainment.
Comenzó a incursionar en la actuación durante el año 2002 como actor infantil, realizando breves apariciones e interpretando personajes secundarios en producciones para la televisión china. En el año 2007 obtuvo su primer papel protagónico para cine en la película hongkonesa《野·良犬》(The Pye-Dog).
Se estableció en Corea del Sur luego de convertirse en aprendiz de Pledis Entertainment en el año 2012, y debutó como integrante de Seventeen el 26 de mayo del 2015, cumpliéndose casi tres años de entrenamiento.
Forma parte de la unidad performance de Seventeen, cumpliendo con la posición de bailarín principal y vocalista del grupo.

## Biografía
Wen Jun Hui nació el 10 de junio de 1996 en Shenzhen, Guangdong, China. Se crio junto a su madre y su padrastro, y tiene un hermano menor. Desde los 2 años tuvo apariciones en dramas, películas y comerciales. Durante su niñez aprendió a tocar el piano y más adelante comenzó a aprender artes marciales, participando y recibiendo premios en muchas competencias.

## Carrera actoral

### Descubrimiento
Derek Kwok, director de cine, estaba en búsqueda de un actor infantil que pudiera interpretar al personaje principal en su nueva película que se estrenaría en el año 2007. Necesitaba un niño que diera una sensación cruda, con una apariencia prolija pero a la vez salvaje, pero tuvo problemas en encontrar un niño así en Hong Kong. Durante ese tiempo, su asistente filmó a un grupo de niños en Shenzhen y Jun llamó su atención. Derek Kwok contó «Noté a este niño y me pareció adorable. No era el estereotipo de un niño de China o Hong Kong, sino una mezcla de ambos. Tenía esa sensación cruda de un niño de China, y el aura con un poco de arrogancia de un niño de Hong Kong». Derek Kwok le hizo un casting cuando se conocieron en persona por primera vez, aunque no fue muy bueno, se quedó junto a él y Jun comenzó a mostrar sus habilidades de actuación con más seriedad. El papel le sentaba perfecto y a medida que avanzó la filmación de la película, Jun le pareció excelente, era un niño brillante con mucha actitud.

#### The Pye-Dog
Luego de pequeñas apariciones en películas, dramas y comerciales desde los 2 años, Jun Hui tuvo su primer papel principal a los 11 años en la película «The Pye-Dog» interpretando a Lin Zhi Hong, un niño de 12 años con problemas de aprendizaje, que a pesar de no ser mudo nunca había dicho una palabra. La película se estrenó el 15 de noviembre del 2007 y le valió la nominación a mejor actor revelación durante la entrega 27° de los «Hong Kong Film Awards» aquel mismo año.

#### The Legend Is Born: Ip Man
A los 13 años, obtuvo el papel del joven Ip Man, un maestro de las artes marciales chinas, en la segunda entrega de su película biográfica «The Legend Is Born: Ip Man». La película fue estrenada el 21 de diciembre de 2010 en Pekín y el 29 de abril del mismo año en Hong Kong.

#### My Mother
Jun Hui obtiene su segundo papel principal en la película china «My Mother» interpretando a Lin Yi Long, el hijo menor de una mujer viuda que perdió todo luego del fallecimiento de su esposo, y narra los hechos ocurridos luego de aquel acontecimiento. La película se estrenó el 17 de septiembre del 2013. Esta película también cuenta con una pequeña aparición de su hermano menor.

#### Untouchable
En el 2015, a la edad de 18 años, obtiene un papel en «Untouchable» una serie web donde interpreta a Xiao De Gula (Pequeño Drácula), un vampiro divertido y algo egocéntrico. La serie comenzó a emitirse por Sohu TV desde el 16 de julio del 2015 hasta el 17 de septiembre del 2015. Este fue su último trabajo actoral antes de dedicarse completamente a su carrera musical.

## Carrera musical
Luego de grabar la película «My Mother» a la edad de 17 años, Jun fue a una tienda de conveniencia junto a un amigo en China y fue encontrado por un cazatalentos de Pledis Entertainment en la calle. Le preguntaron si conocía a artistas de la agencia como Son Dambi y After School, grabaron algunos vídeos de él e inmediatamente se mudó a Seúl para comenzar su periodo como aprendiz. Jun cuenta que inicialmente estaba solo curioso y quería intentarlo, pero luego de un tiempo le pareció divertido y creció su deseo de convertirse en cantante.

### 2013 - 2014 Seventeen TV

#### Primera temporada
A fines del 2012, con un especial navideño, Pledis Entertainment presentó un show predebut llamado Seventeen TV para el nuevo grupo de chicos de la agencia que tenían planeado debutar el siguiente año. Jun fue parte de los 11 miembros que fueron presentados inicialmente en la primera temporada, llevaba el apodo de Mr. Blue Earmuffs ya que los nombre reales de todos eran aún desconocidos. La temporada contó con 15 episodios emitidos hasta el 27 de febrero del 2013.

#### Segunda temporada
La segunda temporada inició el 20 de marzo del 2013 y fueron añadidos cuatro miembros nuevos sumando un total de 15 miembros. En esta temporada mostraban la preparación para el primer concierto siendo divididos en diferente equipos que eran diferenciados por los colores de sus remeras, Jun era parte del equipo rojo. Esta temporada tuvo 8 episodios emitidos hasta el 11 de mayo del 2013 finalizando con el primer concierto titulado «Like Seventeen».
| Fecha              | Lista de canciones                                                                                                 | Miembros |
| ------------------ | --- | --- |
| 11 de mayo de 2013 | 1. Apertura de la segunda temporada. 2. Diva - Beyoncé 3. Hello - NU'EST 4. Gangnam Style - PSY 5. Gentleman - PSY | 1. SEVENTEEN 2. Jun, Wonwoo, Woozi, Samuel, Doyoon 3. S.Coups, Jun, Hoshi, Woozi, DK, Mingyu, Seungkwan, Vernon, Dino, Doyoon, Mingming 4. SEVENTEEN 5. SEVENTEEN |

#### Tercera temporada
Con la entrada de dos nuevos miembros y la salida de otro más adelante, la tercera temporada de Seventeen TV inició el 13 de junio del 2013 contando con 5 episodios emitidos hasta el 10 de agosto del 2013. La temporada cerró con el segundo concierto «Like Seventeen 2» emitido el 17 de agosto de 2013.
| Fecha                | Lista de canciones | Miembros |
| -------------------- | --- | --- |
| 17 de agosto de 2013 | 1. Dangerous - Michael Jackson 2. Fine China - Chris Brown 3. Call Me Maybe - Carly Rae Jepsen 4. This Is The Moment (del musical Jekyll & Hyde) - Cho Seung-Woo 5. Action - NU'EST 6. Later Later - Jang Yun-Jeong 7. Happiness - Super Junior 8. Saturday Night - Son Dambi 9. Aing - Orange Caramel 10. Diva - After School | 1. SEVENTEEN 2. Jun, Wonwoo, Vernon, Dino, Mingming 3. Jun, Wonwoo, Vernon, Dino, Mingming, Pledis Girls 4. SEVENTEEN 5. SEVENTEEN 6. S.Coups, Joshua, Jun, Hoshi 7. S.Coups, Jeonghan, Jun, Hoshi, Mingyu, Seungkwan, Vernon 8. SEVENTEEN 9. SEVENTEEN 10. SEVENTEEN |

#### Cuarta temporada
El 10 de octubre de 2013 comenzó la cuarta temporada de Seventeen TV con una duración de 15 episodios. Al igual que la anterior temporada, cerró con un concierto «Like Seventeen 3» el 23 de noviembre del 2013.
| Fecha                   | Lista de canciones | Miembros |
| ----------------------- | --- | --- |
| 23 de noviembre de 2013 | 1. Robot Remains – Jabbawockeez 2. Breath - BEAST 3. From The Beginning Until Now - OST de Sonata de Invierno 4. Headband - B.o.B 5. Warrior Descendants - H.O.T 6. Entertainer - PSY | 1. SEVENTEEN 2. S.Coups, Jun, Hoshi, Wonwoo, DK, Doyoon 3. Jun, Seungkwan 4. S.Coups, Jeonghan, Jun, Seungkwan, Vernon 5. SEVENTEEN 6. SEVENTEEN |

#### Quinta temporada: Last Seventeen TV
Luego de un largo hiatus de Seventeen TV y con la salida de tres miembros, uno de ellos también de procedencia china como Jun, se añadió un nuevo miembro proveniente de China. Esta temporada que sería la última del show, comenzó el 12 de julio de 2014 contando con 7 episodios y finalizó el 16 de agosto del 2014 con el concierto «Like Seventeen 4».
| Fecha                | Lista de canciones | Miembros |
| -------------------- | --- | --- |
| 16 de agosto de 2014 | 1. Robot Remains - Jabbawockeez 2. Mirotic - DBSK 3. Action - NU'EST 4. Purple Line - DBSK 5. Later Later - Jang Yun-Jeong 6. Sorry Sorry - Super Junior 7. The Lone Duckling - g.o.d 8. Love You Till I Die - MC Mong 9. Love Letter - Happy Pledis | 1. SEVENTEEN 2. S.coups, Jeonghan, Jun, Hoshi, Mingyu, Vernon, Wonwoo 3. SEVENTEEN 4. SEVENTEEN 5. S.Coups, Joshua, Jun, Hoshi, The8 6. SEVENTEEN 7. SEVENTEEN 8. SEVENTEEN 9. SEVENTEEN |

Al finalizar la etapa predebut, el fundador de Pledis Entertainment, Han Sung-Soo, llevó a cabo una ceremonia de entrega de anillos a los miembros, los que indicaban que eran oficialmente parte de Seventeen y los dividía en unidades. De esta forma Jun se convirtió en parte de la unidad performance, la cual está encargada del baile y la elaboración de coreografías en el grupo.

### 2015 Debut

#### SEVENTEEN PROJECT: Debut Big Plan
Luego de que el show predebut se alargara demasiado y con la pérdida de varios miembros, finalmente Pledis Entertainment anunció que Seventeen debutaría a mediados del 2015 a través de un programa de realidades de la cadena MBC MUSIC con 13 miembros. 
El teaser individual de Jun para «17 Project: Debut Big Plan» fue liberado el 25 de abril de 2015 en el canal oficial de Youtube de Seventeen. Jun fue el undécimo miembro en ser revelado.

#### Debut con SEVENTEEN
Jun debuta como miembro de Seventeen el 26 de mayo del 2015.

### 2018 Inicio de actividades en China

#### iQiyi: Festival de fanes
El 10 de abril de 2018, iQiyi actualizó su cuenta de Weibo con los pósteres promocionales de las celebridades que serían parte de su festival de fanes, entre esas celebridades se encontraban Jun y su compañero de grupo, The8. Ambos utilizando sus nombres reales, Wen Jun Hui y Xu Ming Hao.
El festival se llevó a cabo el 29 de abril de 2018 en Beijing, China, donde ambos participaron de actividades deportivas y juegos de desempeño físico. El evento tenía una temática similar a los Idol Sports Atlethic Championship de la cadena MBC en Corea del Sur.
Como parte del equipo azul, ganaron la medalla del primer puesto en la carrera de relevo. Al mismo tiempo hubo varias interacciones con otras celebridades chinas que asistieron, entre ellas Zhou Jieqiong, su compañera de agencia y miembro del grupo de chicas Pristin, y Cheng Xiao, del grupo de chicas Cosmic Girls.
Esta fue la primera actividad en China de ambos desde el debut en 2015 con Seventeen.

#### CYZJ (Chao Yin Zhan Ji)
Luego de su participación en el festival de fanes de iQiyi, Jun Hui y Ming Hao fueron confirmados como participantes en el show de supervivencia de Tencent Video «Chao Yin Zhan Ji» dedicado a la creación de música. Gracias a este show ambos obtuvieron su primer presentación en solitario, ganaron experiencia en producción de música, mejoraron y mostraron sus talentos, y pudieron colaborar con otros artistas chinos.
| Fecha                    | Episodio | Nombre de la misión                                               | Canciones                                       | Compañero   |
| ------------------------ | -------- | ----------------------------------------------------------------- | ----------------------------------------------- | ----------- |
| 12 de julio de 2018      | 1        | Búsqueda de un compañero                                          | I Understand (Thanks versión china) - SEVENTEEN | -           |
| 2 de agosto de 2018      | 4        | Ataque al corazón de las chicas                                   | My I (Versión china) - SEVENTEEN (Jun & The8)   | Xu Ming Hao |
| 9 de agosto de 2018      | 5        | Ataque de banda sonora                                            | The Last Blossom - Faye Wong                    | Yan An      |
| 16 de agosto de 2018     | 6        | Presentación especial del elenco                                  | Can't Stop this Feeling - Justin Timberlake     | CYZJ        |
| 16 de agosto de 2018     | 6        | Ataque de generación                                              | The Night Is Too Dark - Sandy Lam               | -           |
| 23 de agosto de 2018     | 7        | Ataque doble (con Tia Ray)                                        | BB88 - Khalil Fong                              | Yan An      |
| 6 de septiembre de 2018  | 9        | Presentación fuera de concurso (con Liron Man, músico de Handpan) | Reflection of Desire - Jam Hsiao                | -           |
| 13 de septiembre de 2018 | 10       | Presentación especial                                             | Run Frantic Flower - Waa Wei                    | -           |

En el episodio 9 antes de cumplir con la última misión, decide abandonar el concurso luego de la salida por cuestiones de salud de su compañero Yan An, dejando un puesto libre en el top 3 de la final y evitando que otro participante quede eliminado. Al final del episodio se presenta fuera de concurso con el músico de Handpan, Liron Man. 
En el último episodio del programa, participa como presentador y da una presentación especial con la canción «Run Frantic Flower» de Waa Wei.

## Discografía

### Sencillos
| Año  | Título                                     | Lista de canciones                                    | Formato | Idioma                   | Notas                                |
| ---- | ------------------------------------------ | ----------------------------------------------------- | ------- | ------------------------ | ------------------------------------ |
| 2018 | 能不能坐在我身旁 / Can You Sit By My Side? | 1. 能不能坐在我身旁 / Can You Sit By My Side?         | Digital | Chino mandarín           | -                                    |
| 2021 | 寂寞号登机口 / Silent Boarding Gate        | 1. 寂寞号登机口 / Silent Boarding Gate 2. 乌鸦 / Crow | Digital | Chino mandarín           | Crow fue prelanzada el 5 de febrero. |
| 2022 | LIMBO                                      | 1. LIMBO                                              | Digital | Chino mandarín / Coreano | -                                    |
| 2023 | PSYCHO                                     | 1. PSYCHO                                             | Digital | Chino mandarín           | -                                    |

### Bandas Sonoras
| Año  | Canción                                                              | Formato | Idioma         | Notas |
| ---- | -------------------------------------------------------------------- | ------- | -------------- | --- |
| 2020 | Dream - 电视剧《永远的主君》原声音乐 (The King: Eternal Monarch OST) | Digital | Chino mandarín | Versión china de la canción del mismo nombre que corresponde a la banda sonora de la novela surcoreana El rey: Eterno Monarca. |

### Composiciones musicales
- Su nombre en la Asociación de Derechos Musicales de Corea (KOMCA) es 준 o JUN, número de registro 10013921.[1]

| Año  | Artista   | Canción                                    | Letrista | Compositor | Álbum           |
| ---- | --------- | ------------------------------------------ | -------- | ---------- | --------------- |
| 2016 | SEVENTEEN | HIGHLIGHT                                  | Sí       | No         | Going Seventeen |
| 2017 | SEVENTEEN | MY I                                       | Sí       | No         | Al1             |
| 2017 | SEVENTEEN | HELLO                                      | Sí       | No         | Teen, Age       |
| 2018 | JUN       | 能不能坐在我身旁 / Can You Sit By My Side? | Sí       | No         | -               |
| 2021 | SEVENTEEN | Wave                                       | Sí       | No         | Your Choice     |
| 2022 | JUN       | LIMBO                                      | Sí       | Sí         | -               |
| 2023 | JUN       | PSYCHO                                     | Sí       | Sí         | -               |

## Filmografía

### Dramas
| Año  | Título                                       | Papel         | Notas            |
| 2002 | 歌让我狂 Give Me Folly                       | Xiao Ye Feng  | Papel secundario |
| 2002 | 特警飞龙 Special Police Dragon               | -             | Cameo            |
| 2004 | 爸爸两边走 Cross Border Daddy                | Zeng Cheng    | Papel secundario |
| 2005 | 爸爸向前走 Cross Border Daddy: Go! Go! Daddy | Zeng Cheng    | Papel secundario |
| 2010 | 醉红尘 Drunk Red Dust                        | Xiao 9        | Papel secundario |
| 2010 | 胜者为王 Who Is The Hero?                    | -             | Cameo            |
| 2012 | 儿女的战争 Children's War                    | Liu Xiao Feng | Papel secundario |

### Películas
| Año  | Título                              | Papel          | Notas            |
| 2007 | 野·良犬 The Pye-Dog                 | Lin Zhi Hong   | Papel principal  |
| 2010 | 叶问前传 The Legend Is Born: Ip Man | Ip Man (joven) | Papel secundario |
| 2013 | 我的母亲 My Mother                  | Lin Yi Long    | Papel principal  |

### Series
| Año  | Título                         | Papel           | Notas                       |
| 2002 | 特警飞龙 Special Police Dragon | -               | Serie de televisión / Cameo |
| 2015 | 男神执事 Untouchable           | Pequeño Drácula | Serie Web / Papel principal |

### Programas de televisión
| Año  | Título                                               | Cadena                 | Notas                                 |
| 2015 | Seventeen Project: Debut Big Plan                    | MBC Music              | Elenco principal                      |
| 2015 | After School Club                                    | Arirang TV             | Invitado / Episodio 166               |
| 2015 | SNL Korea 6                                          | tvN                    | Invitado / Episodio 19                |
| 2015 | Weekly Idol                                          | MBC Every1             | Invitado / Episodio 222               |
| 2016 | 사장님이 보고있다 The Boss is Watching               | SBS                    | Invitado / Participante               |
| 2016 | Seventeen's One Fine Day: 13 Castaway Boys           | MBC Music              | Elenco principal                      |
| 2016 | Star Show 360                                        | MBC Every1             | Invitado / Episodios 5-6              |
| 2016 | 양남자쇼 Yang Nam Show                               | Mnet                   | Invitado / Episodio 7                 |
| 2017 | 2017 Idol Star Athletics Championships               | MBC                    | Invitado / Participante               |
| 2017 | Seventeen's One Fine Day in Japan                    | MBC Music / MBC Every1 | Elenco principal                      |
| 2017 | Weekly Idol                                          | MBC Every1             | Invitado / Episodio 308               |
| 2018 | 2018 Idol Star Athletics Championships               | MBC                    | Invitado / Participante               |
| 2018 | SVT Club                                             | Mnet                   | Elenco principal                      |
| 2018 | 2018爱奇艺粉丝嘉年华 2018 iQiyi Pao Pao Fan Festival | iQiyi                  | Invitado / Participante               |
| 2018 | 潮音战纪 Chao Yin Zhan Ji                            | Tencent                | Elenco principal / Participante       |
| 2018 | Idol Room                                            | JTBC                   | Invitado / Episodio 11                |
| 2018 | 由你音乐榜样 Yo! Bang                                | Tencent                | Presentador / Episodios 1-2-3-6-7-8-9 |

### Vídeos musicales
| Año  | Título                              | Director/a                         | Notas                                                 |
| ---- | ----------------------------------- | ---------------------------------- | ----------------------------------------------------- |
| 2019 | 梦行记 / A Dream of Jianghu         | -                                  | Video musical para el juego móvil creado por NetEase. |
| 2021 | 寂寞号登机口 / Silent Boarding Gate | -                                  | Con la actriz Lee Eunjae.                             |
| 2022 | LIMBO                               | MOSWANTD (Lee Minjun, Lee Hayoung) | -                                                     |
| 2023 | PSYCHO                              | MOSWANTD (Lee Minjun, Lee Hayoung) | -                                                     |

## Premios y nominaciones
| Premiación                                    | Año  | Categoría               | Nominado por              | Resultado |
| --------------------------------------------- | ---- | ----------------------- | ------------------------- | --------- |
| 27th Hong Kong Film Awards                    | 2008 | Mejor nuevo intérprete  | 《野．良犬》(The Pye-Dog) | Nominado  |
| 4th Tencent Music Entertainment Awards (TMEA) | 2023 | Nuevo cantautor del año | LIMBO                     | Ganador   |